# Ouragan Laura
L’ouragan Laura est le treizième cyclone tropical, le douzième à être nommé, le quatrième à atteindre le niveau d’ouragan et le premier celui d’ouragan majeur de la saison 2020 dans l’Atlantique nord. Cet ouragan capverdien est né d’une onde ayant quitté la côte ouest africaine et traversé l’Atlantique tropical avant de devenir une dépression tropical à plus de 1 500 km des Petites Antilles le 20 août. En arrivant près des îles du nord de l’archipel, elle est passée au stade de tempête tropicale le 21 août et a ensuite longé tout l’arc antillais jusqu’à la pointe nord-ouest de Cuba.
Débouchant ensuite dans le golfe du Mexique, Laura est devenu un ouragan le 25 août. Grâce à une température de la mer très chaude et un faible cisaillement des vents en altitude, le système s’est rapidement renforcé pour devenir le premier ouragan de catégorie 3 de la saison le 26 août, puis de catégorie 4, juste avant de toucher la côte à la frontière entre le Texas et la Louisiane. Une fois entrée dans les terres, Laura a rapidement perdu son intensité et est redevenu une dépression tropicale dans l'Arkansas avant de tourner vers l'est. Le système fut déclaré dépression résiduelle le 29 août près de la Virginie-Occidentale et fut absorbé ensuite par une dépression venant des Grands-Lacs.
Laura a donné des pluies diluviennes sur Porto Rico, Hispaniola et Cuba y causant des inondations et des glissements de terrain, ainsi qu’au moins 35 décès. Il fut qualifié « catastrophiques » par le National Hurricane Center à son approche de la côte américaine. Entrant rapidement dans les terres, l'onde de tempête fut moindre que prévu mais les dommages par inondations et les vents furent estimés de 8 à 12 milliards $US aux États-Unis avec au moins 37 autres décès dont la plupart indirects.
À cause de dommages et pertes de vie causés par cet ouragan, le nom Laura fut retiré des listes futures par l'Organisation météorologique mondiale. En 2026, il sera remplacé par le nom Leah.

## Évolution météorologique

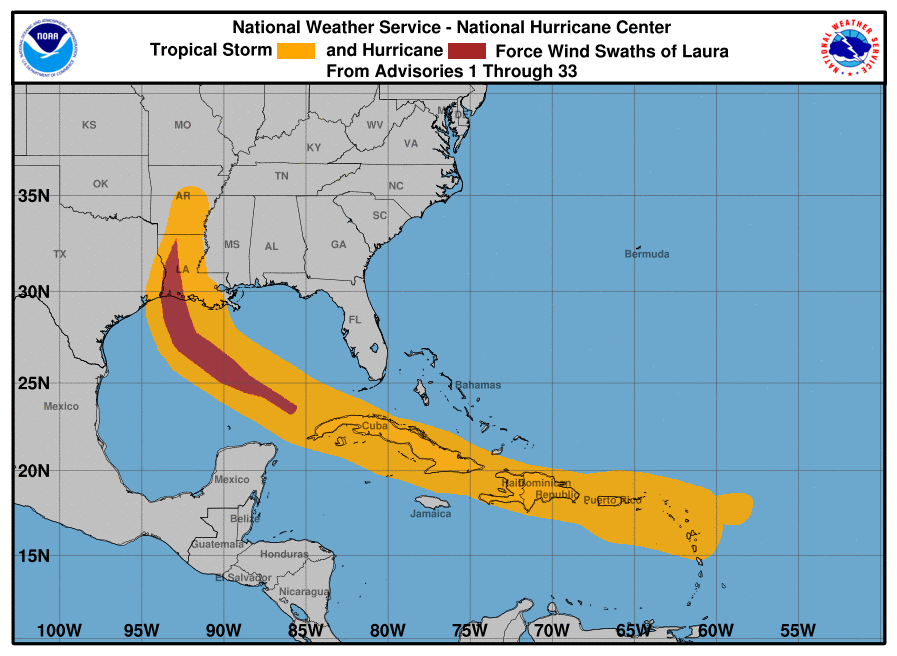
Corridor de vents de tempête (orange) et d'ouragan avec Laura.

Une onde tropicale a quitté le côte ouest-africaine de la Guinée le 16 août et s’est déplacée vers l’ouest, bien au sud du Cap-Vert, durant plusieurs jours. À mesure que sa trajectoire traversait l’Atlantique tropical, le système s’est mieux organisé et a développé un centre de basse pression de grand diamètre. À 3 h UTC, le 20 août, le NHC a émis son premier avis pour la dépression tropicale Treize, située à 1 670 km à l’est-sud-est du nord des Petites Antilles. Une veille de tempête tropicale fut émise pour les Îles de Saba et Saint-Eustache, vu que le NHC prévoyait une intensification au stade de tempête tropicale dès le lendemain. Les veilles et alertes cycloniques furent graduellement allongées à plus de pays le long de la trajectoire prévue.
À 13 h 5 UTC le 21 août, le rapport d’un avion de reconnaissance a démontré que la dépression s'était intensifiée en tempête tropicale, alors qu’elle était située à 375 km à l’est-sud-est du nord des Petites Antilles. Le NHC lui attribua donc le nom Laura, ce qui donne à la saison un autre record de formation hâtive, alors que le système s’est intensifié en tempête tropicale 8 jours avant l’ouragan Luis de 1995. En soirée, la tempête a traversé les îles les plus au nord des Petites Antilles, dont les îles Vierges des États-Unis, et est entré dans le nord-est de la mer des Caraïbes en direction de Porto Rico, dont elle a longé la côte sud durant la journée du 22 août.
Laura est entrée sur Hispaniola par le sud-est de la République dominicaine vers 3 h UTC le 23 août et en est ressorti par le golfe de la Gonâve en Haïti après 18 h UTC. Le passage sur le relief montagneux l’a à peine affaibli et elle a donné des pluies torrentielles partout. En soirée, Laura a touché la côte sud-est de Cuba, à l'ouest de Guantánamo, dans une trajectoire qui longera la côte ouest du pays.
Le 24 août à 21 h UTC, le centre de Laura approchait de l’Île de la Jeunesse et ses vents soutenus étaient toujours de 95 km/h malgré la friction avec Cuba. En soirée, elle a traversé la province de Pinar del Rio pour se retrouver dans l’est du golfe du Mexique tout en se dirigeant vers l’ouest-nord-ouest. À 12 h 15 le 25 août, le NHC a rehaussé Laura au niveau d’ouragan de catégorie 1 à la suite du rapport d'un avion de reconnaissance. Le système se trouvait à 235 km au nord-ouest de la pointe de Cuba dans des conditions de température de la mer et de cisaillement des vents très favorables à son développement. En soirée, la structure des nuages de Laura est devenue de mieux en mieux organisée selon les images du satellite météorologique avec des sommets nuageux aussi froid que −80 °C.

Boucle d'images du satellite météorologique montrant l'intensification rapide de Laura et la frappe de la côte en Louisiane.

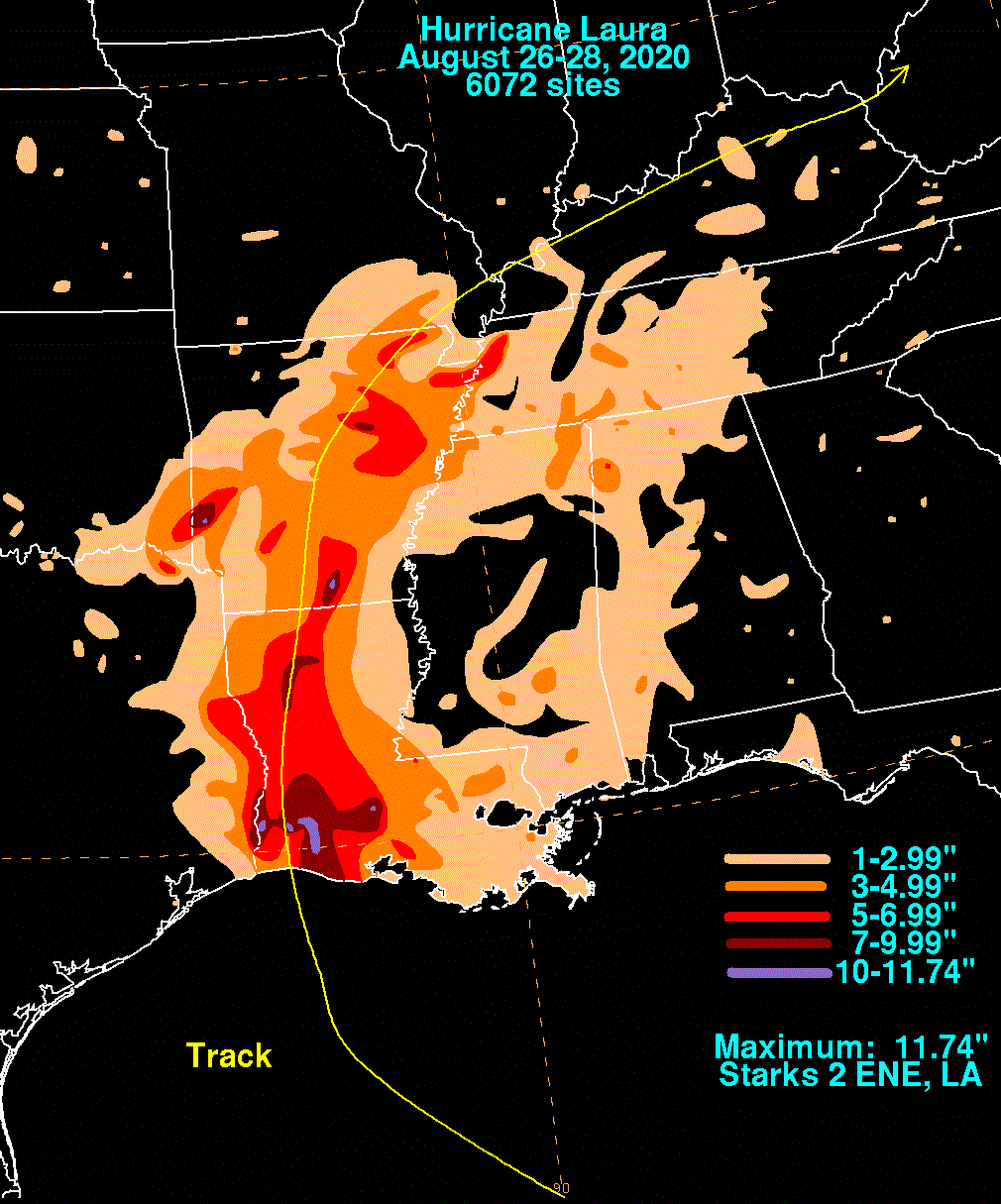
Accumulations de pluie dans le sud des États-Unis (max.=279 mm à Starks, LA).

À 5 h UTC UTC le 26 août, le système fut rehaussé à la catégorie 2 et s’intensifiait rapidement. À 12 h UTC, Laura devint le premier ouragan majeur de la saison avec des vents à 180 km/h et une pression établie à 963 hPa à 465 km au sud-est de Galveston (Texas). Les images satellites montraient que Laura est devenue un imposant ouragan avec sa convection profonde plus symétrique autour d'un œil devenant apparent et une intensification de plus 40 nœuds (74 km/h) en 24 heures.  Six heures plus tard, Laura atteignit la catégorie 4 avec des vents soufflant à 220 km/h, alors qu’elle était située à 320 km au sud-sud-est de Lake Charles en Louisiane. En fin de journée, l’œil avait atteint un diamètre de 25 milles marins (46 km) dans la couverture nuageuse centrale dense. Avec une température du golfe du Mexique à près de 30 °C et un cisaillement des vents en altitude pratiquement nul, Laura a atteint une pression centrale de 937 mb et des vents soutenus de 240 km/h selon le rapport d’un avion de reconnaissance quelques heures plus tard. Les vents de force ouragan s’étendaient alors jusqu’à 95 km du centre et ceux de force des tempêtes tropicales s’étendent jusqu’à 335 km.
À 5 h UTC le 27 août, le mur de l'œil de Laura est entré sur la côte près de Lake Charles à Cameron (Louisiane) et le centre de la tempête est passé au même endroit à peu près 2 heures plus tard,. En entrant dans les terres, la friction a commencé à affaiblir l’ouragan et à 11 h UTC (6 h locale), il était retombé à la catégorie 2 avec des vents soutenus de 170 km/h. À 14 h UTC, il était reclassé à la catégorie 1 à 105 km au sud-sud-est de Shreveport et se dirigeait plein nord. À 17 h UTC, le NHC l’a diminué au rang de tempête tropicale à 80 km à l’est-sud-est de Shreveport alors que celle-ci qui se dirigeait vers l’Arkansas.
Le 28 août à 3 h UTC, Laura est à nouveau déclassé au niveau de dépression tropicale alors que le système était rendu à 50 km au nord-nord-est de Little Rock, Arkansas, et le NHC passait la main au Weather Prediction Center (WPC) pour la suite des prévisions. Le système perdaient ensuite de plus en plus ses caractéristiques tropicales en traversant le nord de l'Arkansas en direction de l'est-nord-est vers le Kentucky. Le 29 août, à 9 h UTC, Laura est déclaré dépression résiduelle par le WPC alors qu'elle se trouvait dans l'est du Kentucky près de la Virginie-Occidentale, et devait être absorbé par une dépression des latitudes moyennes dans les jours suivants.

## Préparatifs
Comme mentionné antérieurement, des veilles et alertes cycloniques furent émises pour les pays et îles visés par la trajectoire de Laura par le National Hurricane Center et les autorités locales. À l’approche de la côte de la Louisiane et du Texas, le National Hurricane Center a déclaré que « l’ouragan Laura étaient extrêmement dangereux » et qu’il était associé avec une onde de tempête catastrophique, des vents extrêmes et des inondations dévastatrices.

### Antilles
En prévision de la tempête, des écoles ont été fermées à Anguilla et à Antigua. La tempête a entraîné la fermeture de tous les ports des îles Vierges britanniques. À Porto Rico, le gouverneur Wanda Vázquez a déclaré l’état d'urgence et les équipes d’intervention du FEMA furent mis sur un pied d’alerte .
Haïti et la République dominicaine ont fait de même en déclarant l’alerte orange dès le 21 août. Les autorités haïtiennes ont exhorté les gens à évacuer vers des abris, mais de ne pas oublier de porter des masques et de respecter les ordres de distanciation sociale en raison de la pandémie de Covid-19.
À Cuba, dès le 23 août, les autorités ont évacué 106 000 personnes dans la province de Santiago de Cuba, 81 300 dans la province de Holguín et 12 000 dans la province de Guantánamo, L’électricité fut coupée préventivement à travers la province de Guantánamo. Le 24 août, 45 000 personnes supplémentaires dans la province de Villa Clara, 16 466 dans la province de Matanzas et 300 dans la province de Ciego de Ávila furent évacués. La pandémie de Covid-19 en cours a compliqué les efforts d’évacuation, ce qui a empêché l’ouverture d’abris d’évacuation typiques tels que les écoles. Les personnes soupçonnées d’être infectées ont été transférées dans des centres de quarantaine. Les résidents du pays ont été alertés du potentiel d’inondations généralisées, car de nombreux réservoirs étaient près ou à pleine capacité.
Bien que le centre de Laura devait rester au nord de la Jamaïque, les bandes de pluie associées au sud du centre devaient apporter des précipitations importantes. Le 23 août, le Service météorologique jamaïcain a mis les basses terres en veille de crues soudaines. Celle-ci fut rehaussée en un avertissement d'inondation le lendemain alors que les pluies torrentielles affectaient la nation.

### États-Unis

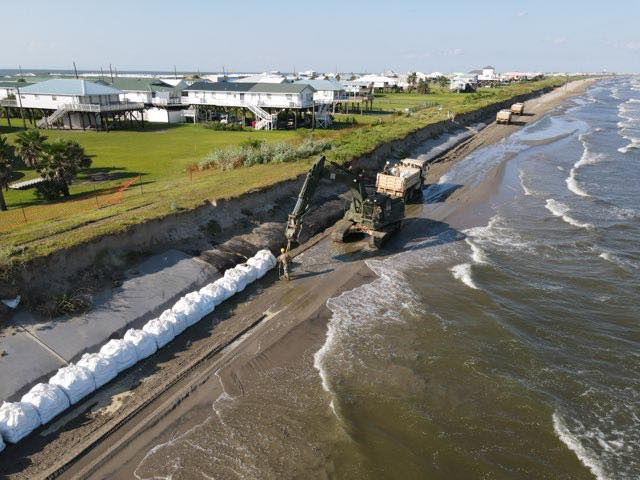
Renforcement des digues à Grand Isle (Louisiane) en prévision des ouragans Marco et Laura.

Des veilles et alertes cycloniques et d’onde de tempête furent émises pour les Keys de Floride, la Louisiane et le Texas. La maire du comté de Monroe (Floride) a déclaré l’état d’urgence local et l’évacuation obligatoire pour les maisons mobiles et les bateaux.
Le 23 août, le gouverneur du Texas, Greg Abbott, a déclaré l’état d’urgence pour 23 comtés de l’est du Texas. Le 25 août, des ordres d’évacuation obligatoires ont été émis pour les basses terres des comtés de Chambers, Galveston et Jefferson, ainsi que pour l’ensemble du comté d'Orange. Cela comprenait l’intégralité de la péninsule de Bolivar et les villes de Galveston et de Port Arthur. Les autorités de la ville de Galveston ont informé les résidents que tous les services de la ville cesseraient à midi le 25 août et qu’à l’arrivée des vents de force tempête tropicale, les services d’urgence seraient suspendus. Un ordre d’évacuation volontaire a été émis pour les zones côtières des comtés de Brazoria et Harris. Environ 385 000 personnes étaient ainsi sous des ordres d’évacuation dans l’état, y compris la ville entière de Beaumont.
En Louisiane le 21 août, le gouverneur John Bel Edwards, a déclaré l’état d’urgence pour 36 paroisses en raison de la menace simultanée des ouragans Marco et Laura,. Évacuations liées à Marco étaient pour les paroisses de Plaquemines et Jefferson, ainsi que pour Grand Isle et Port Fourchon,. Une évacuation obligatoire pour l’intégralité de la paroisse de Calcasieu, environ 200 000 personnes, a été ordonnée le 25 août,. Des abris gérés par l’État ont été ouverts avec des lits plus éloignés en raison de la pandémie de Covid-19.
Bien qu’il soit bien éloigné du centre de la tempête, le littoral du Mississippi fut inclus dans les alertes pour les effets de l’onde de tempête le 24 août. Le gouverneur, Tate Reeves, avait déjà déclaré l’état d’urgence le 22 août alors que Laura et Marco menaçaient l’État, ce que le gouvernement fédéral a accordé le 24 août,.

## Impacts
| Pays                   | Décès directs | Décès indirects | Dommages ($US) | Réf.   |
| ---------------------- | ------------- | --------------- | -------------- | ------ |
| Cuba                   | 0             | 0               | N/D            |        |
| Jamaïque               | 0             | 0               | 0,36 million   | [ 39 ] |
| République dominicaine | 4             | 0               | N/D            | [ 40 ] |
| Haïti                  | 31            | 0               | N/D            | [ 41 ] |
| États-Unis             | 8             | 29              | >14 milliards  | ,      |
| Total                  | 43            | 29              | >14 milliards  |        |
| Total                  | 72            |                 | >14 milliards  |        |

### Petites Antilles
Alors que Laura traversait le nord des Petites Antilles, la tempête a entraîné de fortes pluies jusqu’à la Guadeloupe et la Dominique. Aux îles Vierges des États-Unis, une rafale de vent maximale de 65 km/h fut signalée à Sandy Point (Sainte-Croix), alors que des pannes de courant et des inondations locales furent signalées.

### Porto Rico

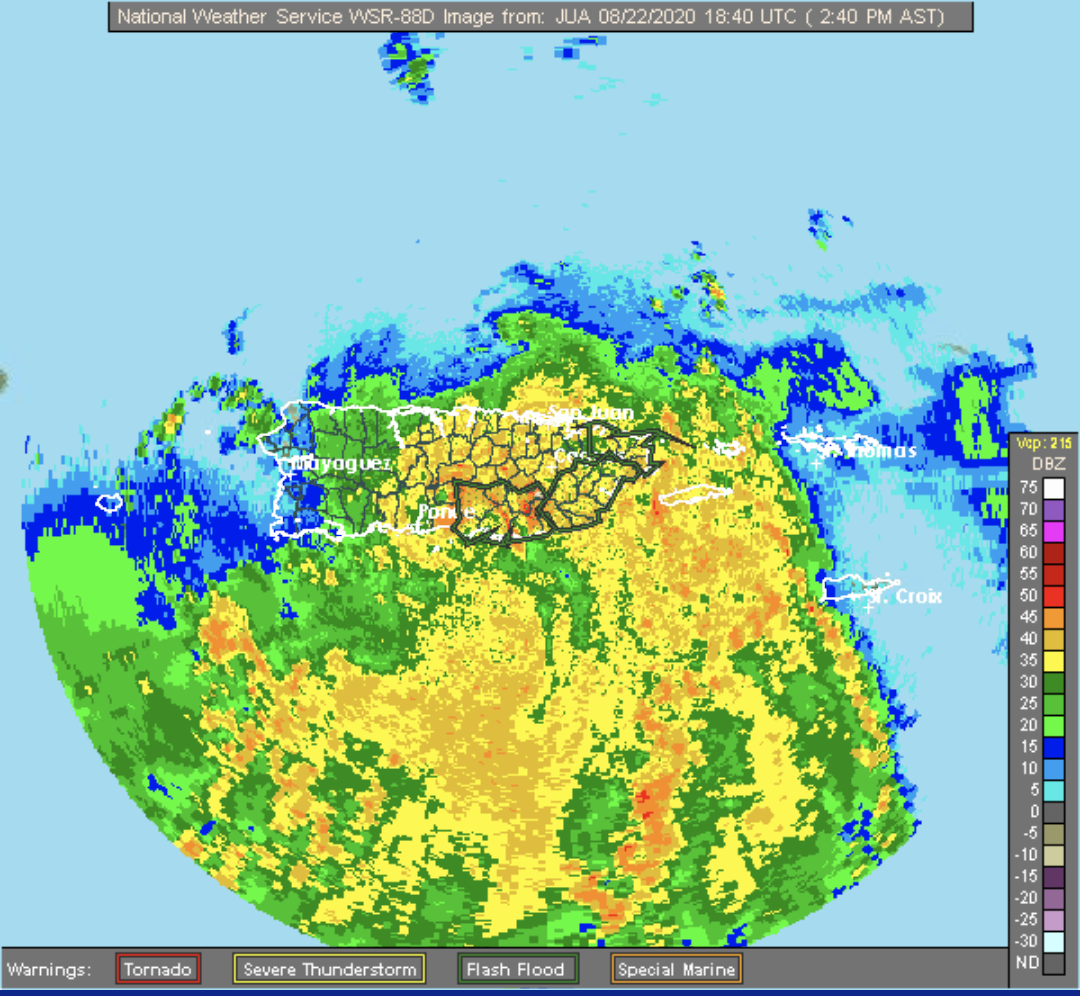
Image du radar météorologique des pluies de Laura à Porto Rico.

À Porto Rico, Laura a donné un maximum de pluie de 104 mm à Villalba et un pic de rafales de 121 km/h à Salinas. Environ 200 000 clients ont perdu de l’électricité sur l’île, et près de 14 000 ont perdu l’accès à l’eau courante. La tempête a abattu des arbres et provoqué des inondations à Salinas. Une partie des panneaux de la ville a également été soufflée pendant la tempête.

### Hispaniola
Les précipitations furent les plus fortes le long de la côte sud, avec un pic d’accumulation sur 24 heures de 300 mm dans la province de Barahona en République dominicaine et de 168 mm mm à Port-au-Prince en Haïti. Plusieurs rivières sont sorties de leur lit, provoquant d’importantes inondations et empêchant toute circulation sur certaines routes majeures. 
Environ 1,1 million de personnes ont perdu l’électricité en République, tandis que 1,56 million de personnes ont subi des perturbations des services d’eau potable,. Les premières évaluations du 24 août ont indiqué des dommages importants à 1 791 maisons, provoquant l’évacuation de 8 995 personnes.
En Haïti, à Pétion-Ville, commune située dans l’aire métropolitaine de Port-au-Prince, les dégâts causés par les torrents d’eau dévalant des montagnes furent considérables. Le barrage hydroélectrique de Péligre a débordé, envoyant la crue dans la vallée de l'Artibonite. Le ministre des Travaux publics, Nader Joaseus, a alerté les habitants que le barrage pourrait s’effondrer. L’agriculture a subi des dommages importants alors que le pays luttait déjà contre les pénuries alimentaires liées au Covid-19. Au total, 28 communes de 4 départements (Sud, Sud-Est, Ouest et Nippes) ont été gravement touchées par les inondations alors qu'au moins 2 320 maisons ont été endommagées, 6 272 inondées ou détruites (243), de nombreuses routes et ponts endommagés et certaines zones ne sont accessibles que par voie aérienne ou maritime. Les cultures et des zones forestières furent détruites dans diverses régions, notamment autour de l'Anse-à-Pitres, à Mapou et de Belle-Anse à Jacmel. Selon les autorités, les pertes agricoles dans les départements touchés vont de 50 à 80 % pour certaines cultures.
Au 28 août, Laura a fait au moins 31 morts en Haïti selon un rapport officiel et en République dominicaine, quatre personnes sont également décédées,. De plus, on comptait 8 disparus et plus de 8000 sinistrés.

### Cuba  et Jamaïque
Laura a atteint le sud-est de Cuba durant la nuit du 23 au 24 août, les rafales atteignant 146 km/h et les vagues plus de 3 mètres sur la localité de Maisí, dans la province de Guantanamo. Les vents ont provoqué des dégâts matériels, sur les toitures de zinc et quelques maisons, ainsi que des chutes d’arbres, mais n’ont pas fait de victimes. Les précipitations ont atteint 242 mm à Complejo Palma, Santiago de Cuba, et 191 mm) à San Antonio del Sur, Guantánamo. Les dégâts dans la province de Holguín furent relativement limités à certaines structures et cultures, en plus des pannes d’électricité éparses. Un pont à Buey Arriba, dans la province de Granma, s’est effondré en raison des inondations qui ont isolé 30 communautés. Une gare à Cabo Cruz a enregistré des vents soutenus de 80 km/h) et une rafale à 104 km/h. Des inondations mineures et des pannes d’électricité se sont produites dans la province de Las Tunas.
En Jamaïque, les rafales de vent ont atteint 56 à 64 km/h le long des côtes sud près de Kingston et Montego Bay. Les inondations soudaines ont causé d’importantes perturbations de l'infrastructure routière. Une station météo à Negril a signalé une accumulation de pluie de 126 mm. Un glissement de terrain a bloqué la route principale vers Gordon Town (Paroisse de Saint Andrew) et le terrain instable a entravé les efforts de déblaiement des débris. Un pont dans la paroisse de Saint Thomas a été emporté, isolant les résidents de Trinityville, Georgia, et de Cedar Valley. De plus, la route principale reliant Papine à Dallas Castle (Bull Bay) s’est effondrée. Selon l’Agence nationale des travaux de la Jamaïque (NWA), le premier estimé des dommages s’élèveraient à environ 360 000 $US.

### États-Unis

#### Bilan
Un sauveteur de l’île Saint Georges en Floride s'est noyé en essayant de sauver un nageur pris dans les vagues.
Au Texas, un homme a été tué et une autre personne blessée après que les vagues associées avec Laura les ait frappés contre des jetées à Corpus Christi (Texas) avant l'arrivée de l'ouragan le 26 août. Un autre homme a été tué au nord-est à Pendleton Harbor (Texas) quand un arbre est tombé sur lui alors qu'il était assis sur un sofa dans sa maison durant la tempête. Un homme mort électrocuté le 26 août au Texas en préparant sa maison pour l'arrivée de Laura. Cinq personnes sont mortes d'intoxication au monoxide de carbone lors d'un mauvaise utilisateur d'un générateur. Une autre personne du comté de Newton a également été tuée durant le nettoyage.
Avec l’arrivée de l’ouragan le 27, le premier signalement de décès fut une adolescente de 14 ans tuée par la chute d'un arbre sur sa maison dans la paroisse de Vernon, Louisiane. Au 9 septembre, on comptait 27 morts en Louisiane soit 4 par la chute d'un arbre, un par noyade, 10 par intoxication au monoxide de carbone lors d'une mauvaise utilisation d'un générateur électrique ou par la fumée, 5 par des chutes ou autre incident après la tempête et 7 de causes naturelles comme hyperthermie.
Le 28 août, une première estimation par la société CoreLogic donnait des pertes assurées de la tempête se situeraient entre 8 et 12 milliards de dollars américains. Presque tous ces coûts sont survenus en Louisiane, alors que les pertes assurées au Texas s'élèveraient à moins de 500 millions de dollars. Dans son rapport de septembre, la compagnie de gestion des risques AON a estimé que les pertes aux États-Unis étaient de plus de 10 milliards $US. En septembre, la société a réévalué que ce coût était plutôt de plus de 14 milliards $US.

#### Golfe du Mexique
Les ouragans Marco et Laura menaçaient les plates-formes pétrolières situées dans le golfe du Mexique. Le 23 août, environ 58 % de la production de pétrole et 45 % de la production de gaz naturel furent arrêtés et les compagnies procédèrent à l’évacuation de 114 plates-formes. Le 25 août, le nombre augmentait à 299 plateformes sur 643 et 27 plates-formes mobiles sur 28.

#### Floride
En Floride, des rafales de vent de force tempête tropicale ont affecté plusieurs comtés du sud de la Floride, en particulier les comtés de Collier, Miami-Dade et Monroe. Une rafale de 105 km/h fut observée à la centrale nucléaire de Turkey Point. Plus au sud, une forte ligne de grains est passée à Key West, endommageant les lampadaires et donnant une rafale de 111 km/h au bureau local du National Weather Service,.

#### Louisiane et Texas

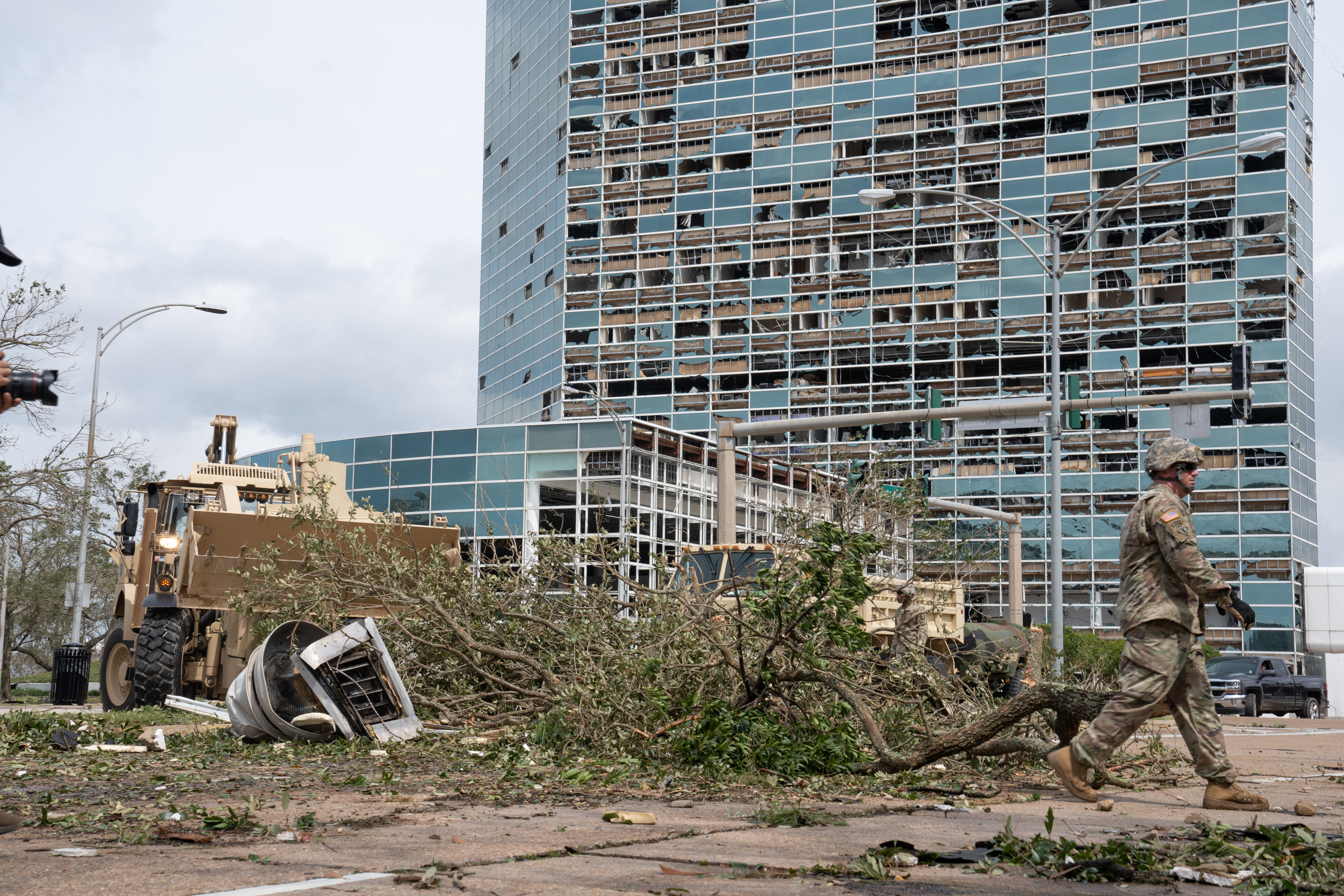
Tour à bureaux de la Capital One avec presque toutes ses fenêtres soufflées à Lake Charles.

De nombreux avertissements de tornade ont commencé à être émis pour la Louisiane et le Texas alors que Laura s’approchait de la côte le 26 août. La montée des eaux côtières a commencé vers 19 h UTC sur les côtes de la Louisiane et une heure plus tard sur l’est du Texas.
Près du point de frappe de la côte à Cameron (Louisiane), une rafale de 204 km/h a été enregistrée au col Calcasieu,. L’aéroport régional de Lake Charles a aussi signalé une rafale de 206 km/h et dans la ville elle-même une station a rapporté 220 km/h,. Le radar météorologique de Lake Charles a été détruit par les intempéries, le radôme et l’antenne parabolique ont été soufflés par le vent; le personnel du bureau du bureau météorologique co-localisé avait cependant été évacué avant la tempête et les opérations transférées dans l’intérim au bureau de Brownsville (Texas),. Les vents furent estimés au niveau du radôme à 134 milles par heure (216 km/h) avec des rafales à 180 milles par heure (290 km/h) selon les données du radar.
Bien que Laura ait frappé durement la côte, son onde de tempête prévue jusqu’à 20 pieds (6,1 m) de hauteur fut en réalité environ deux fois moins élevée en Louisiane. Les prévisionnistes ont déclaré que cela était en partie dû au fait que la tempête se déplaçait rapidement. Cependant, l'onde de tempête a quand même atteint localement 17 pieds (5,2 m) selon l'étude des pieux restants d'une maison de plage à Rutherford Beach et près de Creole, paroisse de Cameron.
Plus d’un demi-million de personnes étaient privées d’électricité le 27 au matin en Louisiane et au Texas et ce compte a augmenté à plus de 800 000 clients plus tard. Des vidéos publiées du « chasseur de tempêtes » Reed Timmer montrèrent que  les vitres de plusieurs bâtiments avaient été soufflées dans le centre-ville de Lake Charles, exposant l'isolant et la structure. Le Farrar Hall de l’Université d'État McNeese a subi des dommages et un bâtiment d’un Motel 6 à proximité s’est partiellement effondré,. Partout le long de la trajectoire, il avait arbres et lignes électriques à terre, bâtiments écroulés, toits arrachés, rues inondées ou couvertes de débris. Un incendie a éclaté dans une usine de produits chimiques et le gouverneur a invité les riverains à se calfeutrer comme les émanations toxiques.
Le 29 août, les gouverneurs du Texas et de la Louisiane ont donné un compte-rendu des dégâts causés dans les parties les plus durement touchées de leurs États respectifs. Les routes des paroisses de Calcasieu et de Cameron en Louisiane étaient impraticables, coupant l'accès routier à Cameron et à Creole. Environ 200 000 personnes se sont retrouvées sans eau potable après que Laura ait rendu 80 réseaux de distribution inutilisables. De plus, certaines zones ont vu leur réseau électrique complètement détruit et plus d'un million de personnes ont perdu l'électricité.
Les évaluations post-tempête ont montré des dommages et des pertes considérables pour l'industrie du bois de la Louisiane, certains petits propriétaires forestiers privés ayant signalé une perte complète de leur superficie de bois. C'est un résultat similaire à celui de l'ouragan Rita, 15 ans plus tôt. Des dommages importants ont également été signalés aux installations industrielles de la Louisiane, un tiers montrant un certain type de dommage et neuf des 138 installations montrant des dommages critiques, causant des problèmes environnementaux. Certaines des installations les plus gravement endommagées étaient l'installation BioLab et l'installation Equistar Chemicals à Westlake, ainsi que l'installation de gestion des déchets chimiques et l'usine Lotte Chemical à Lake Charles.

#### Arkansas
Laura est entrée en Arkansas alors qu'elle était encore la tempête tropicale. Des avertissements de crue soudaines et de tornades ont été émis dans tout l'État. Au moins deux tornades ont été signalées dont l'une a causé des dommages importants à une église de Lake City (Arkansas) et l'autre qui a provoqué l'émission d'un rare avertissement de tornade « extrêmement dangereuse »,. Une rafale 92 km/h a été enregistrée juste au sud d'El Dorado tandis que des arbres et des lignes électriques furent abattus dans toute la ville et nombre de foyers ont perdu le courant électrique dans le comté d'Union. Arbres et fils électriques ont subi le même sort tout au long le long de la trajectoire de la tempête. Plusieurs routes ont aussi été fermées en raison des inondations.

#### Oklahoma et autres États
Des pluies modérées à fortes ont touché la moitié est de l'Oklahoma, provoquant un avertissement de crue soudaine dans le comté de Le Flore.
Trois tornades EF-0 ont été confirmées au Tennessee et 3 de force EF-1 dans le nord de l'Alabama, ainsi que plusieurs rapports de dégâts par le vent associés à des orages dans les deux États.

## Aide

### Haïti
Après le passage de Laura, la Direction générale de la protection civile d'Haïti (DGCP) a commencé les évaluations des dommages. L'agence a rapidement distribué des kits alimentaires aux habitants touchés des départements de l'Ouest, des Nippes, du Sud-Est et du Sud. Les produits de traitement des eaux ont été acheminés vers l'Anse-à-Pitres et Belle-Anse par la Direction nationale de l'eau potable et de l'assainissement. L'Organisation mondiale de la santé (OMS) et l'Organisation panaméricaine de la santé (OPS) ont déployé des équipes médicales à travers le pays pour aider la Société nationale de la Croix-Rouge haïtienne, bien que le transport des victimes ait été entravé par un accès limité aux ambulances. Onze écoles ont été converties en abris mais de nombreux évacués ont choisi de rester chez des voisins ou des proches en raison des craintes du Covid-19.

### États-Unis
Après la tempête, le président Donald Trump a approuvé une déclaration de catastrophe majeure pour 23 paroisses de Louisiane le 27 août. Deux jours plus tard, il a visité les zones les plus durement touchées par la tempête, notamment Lake Charles dans la paroisse de Calcasieu et le comté d'Orange. Trump a rendu visite à la Marine cajun, une organisation de sauvetage, et a rencontré le gouverneur John Bel Edwards.

## Retrait du nom
En raison des effets désastreux de Laura, il fut décidé lors de la réunion printanière de 2021 de l'OMM de retirer ce nom qui ne sera plus jamais utilisé pour un autre ouragan de l'Atlantique. Il sera remplacé par Leah pour la saison 2025,.